# Pareronia argolis
Pareronia argolis is een vlindersoort uit de familie van de Pieridae (witjes), onderfamilie Pierinae.
Pareronia argolis werd in 1860 beschreven door C. & R. Felder.